# دوباره شروع شد
دوباره شروع شد (به انگلیسی: Here I Go Again) تک‌آهنگی از وایت‌اسنیک است که در سال ۱۹۸۲ میلادی منتشر شد. این تک‌آهنگ در چارت‌های هلند، کانادا، ایرلند، بریتانیا و آمریکا جزو ده ترانه اول قرار گرفت.

## متن آهنگ
I don't know where I'm goin'
But I sure know where I've been
Hanging on the promises in songs of yesterday
An' I've made up my mind, I ain't wasting no more time
Here I go again, here I go again
Tho' I keep searching for an answer
I never seem to find what I'm looking for
Oh Lord, I pray you give me strength to carry on
'Cause I know what it means to walk along the lonely street of dreams
Here I go again on my own
Goin' down the only road I've ever known
Like a drifter I was born to walk alone
An' I've made up my mind, I ain't wasting no more time
Just another heart in need of rescue
Waiting on love's sweet charity
An' I'm gonna hold on for the rest of my days
'Cause I know what it means to walk along the lonely street of dreams
And here I go again on my own
Goin' down the only road I've ever known
Like a drifter I was born to walk alone
An' I've made up my mind, I ain't wasting no more time
But here I go again, here I go again,
Here I go again, here I go
'Cause I know what it means to walk along the lonely street of dreams
Here I go again on my own
Goin' down the only road I've ever known
Like a drifter I was born to walk alone
An' I've made up my mind, I ain't wasting no more time
Here I go again on my own
Goin' down the only road I've ever known
Like a drifter I was born to walk alone
'Cause I know what it means to walk along the lonely street of dreams
Here I go again on my own
Goin' down the only road I've ever known
Like a drifter I was born to walk alone

### معنی متن آهنگ به فارسی
نمی دانم کجا می روم
اما مطمئناً می دانم کجا بوده ام
آویزان به وعده های آهنگ های دیروز
من تصمیمم را گرفته ام، دیگر وقت تلف نمی کنم
دوباره می روم، دوباره می روم
من به دنبال پاسخ هستم
به نظر می رسد هرگز چیزی را که به دنبالش هستم پیدا نمی کنم
خداوندا، از تو می خواهم که به من قدرتی بدهی تا ادامه دهم
چون می دانم قدم زدن در خیابان تنهایی رویاها به چه معناست
اینجا من دوباره به تنهایی می روم
تنها جاده ای را که می شناسم می روم
مثل یک دریفت به دنیا آمدم که تنها راه بروم
من تصمیمم را گرفته ام، دیگر وقت تلف نمی کنم
فقط یک قلب دیگر که نیاز به نجات دارد
در انتظار خیریه شیرین عشق
و من برای بقیه روزهایم صبر می کنم
چون می دانم قدم زدن در خیابان تنهایی رویاها به چه معناست
و در اینجا من دوباره به تنهایی می روم
تنها جاده ای را که می شناسم می روم
مثل یک دریفت به دنیا آمدم که تنها راه بروم
من تصمیمم را گرفته ام، دیگر وقت تلف نمی کنم
اما دوباره می روم، دوباره می روم،
دوباره می روم، اینجا می روم
چون می دانم قدم زدن در خیابان تنهایی رویاها به چه معناست
اینجا من دوباره به تنهایی می روم
تنها جاده ای را که می شناسم می روم
مثل یک دریفت به دنیا آمدم که تنها راه بروم
من تصمیمم را گرفته ام، دیگر وقت تلف نمی کنم
اینجا من دوباره به تنهایی می روم
تنها جاده ای را که می شناسم می روم
مثل یک دریفت به دنیا آمدم که تنها راه بروم
چون می دانم قدم زدن در خیابان تنهایی رویاها به چه معناست
اینجا من دوباره به تنهایی می روم
تنها جاده ای را که می شناسم می روم
مثل یک دریفت به دنیا آمدم که تنها راه بروم